# Tifus exantemático epidémico
El tifus exantemático epidémico  (véase también Enfermedad de Brill-Zinsser), enfermedad del piojo verde, es una forma de tifus, llamada así porque la enfermedad a menudo causa epidemias después de guerras y desastres naturales. El agente causal es la bacteria Rickettsia prowazecki, transmitida por el piojo del cuerpo humano (Pediculus humanus corporis).

## Etiopatogenia
La enfermedad es transmitida por los piojos humanos (Pediculus humanus). Los piojos infectados, a través de la picadura de un enfermo migran hasta un nuevo huésped por contacto directo. Los microorganismos se eliminan por las heces del piojo durante la picadura y se inoculan en la piel por rascado. Las bacterias alcanzan la sangre, son captadas por las células endoteliales donde se multiplican, causando vasculitis y trombosis.
Un dato importante, es que cuando aparece la fiebre en el individuo y se incrementa la temperatura corporal, los piojos se marchan, e infectan a más individuos.
La bacteria causante de la enfermedad es del género rickettsia, de la especie Rickettsia prowazecki.

## Cuadro clínico
La rickettsia va a provocar la vasculitis propia de este género. Al pertenecer al grupo de las fiebres tíficas se va a afectar el endotelio y la capa íntima de los vasos. Aparte de esta vasculitis va a haber un endotoxemia.
El cuadro clínico debuta de forma brusca tras un periodo de incubación de entre una y dos semanas tras la inoculación de las bacterias. Al principio es un cuadro pseudogripal con cefalea, fiebre elevada, escalofríos, artralgias y mialgias, postración,...
A los dos o tres días de debutar aparece estupor y delirios en el enfermo. Realmente tiene un aspecto grave.
Entre los 4-7 días tras la aparición brusca del cuadro, surge un exantema centrífugo que respeta las palmas de las manos y las plantas de los pies, dato característico.
Se cree que por factores genéticos hay diferencias en la evolución de la enfermedad. En algunos con cierta propensión la evolución es benigna y curan en 15 días. En otros, puede haber complicaciones muy graves viscerales a nivel hepático, renal, del SNC,... Normalmente, los pacientes están convalecientes hasta 3 meses.
En algunos enfermos quedan rickettsias latentes, y tras meses o años de haber padecido la primoinfección aparece un cuadro similar al del tifus exantemático epidémico. Esta entidad, que es una recidiva, se llama Enfermedad de Brill-Zinsser.

## Diagnóstico diferencial
El tifus exantemático epidémico puede confundirse con el tifus murino o tifus endémico por su sintomatología, sin embargo, los vectores de transmisión en el murino o endémico son las pulgas en lugar de los piojos.

## Tratamiento
Las tetraciclinas o cloranfenicol por vía oral en una dosis inicial alta de 2 o 3 gramos, seguida por dosis diarias de 1 o 2 gramos por día en cuatro tomas al día, siempre hasta un día después del término de la fiebre son útiles. También es curativa una sola dosis de 5 miligramos de doxiclina por kg de peso. En caso de enfermedad muy grave con sospecha de tifus, hay que comenzar el tratamiento sin esperar confirmación de laboratorio.
Normalmente se aíslan los enfermos durante al menos 15 días para evitar el contagio, ya que el tifus es muy contagioso. Además las ropas y sábanas se lavan constantemente para acabar con los posibles piojos transmisores.

## Prevención
El tifus exantemático epidémico es una enfermedad asociada a pobreza, hacinamiento y desastres naturales. La mala higiene trae consigo los piojos, de modo que la principal medida es cuidar la higiene en esas áreas. Es necesario baños adecuados, lavado frecuente de la ropa y buen tratamiento de las aguas residuales.
Otra medida puede ser aplicar polvo insecticida residual y eficaz a intervalos adecuados, en forma manual o por medio de un pulverizador mecánico, a la ropa y a las personas de grupos de población que viven en condiciones que facilitan la infestación por los piojos. Es necesario que el insecticida sea eficaz para combatir los piojos locales.

## En la cultura popular
El nombre enfermedad del piojo verde o simplemente piojo verde como se la llamó durante los años de posguerra en España, no refiere a una subespecie particular de piojo humano, ya que las dos subespecies Pediculus humanus capitis (piojo de la cabeza) y Pediculus humanus humanus (piojo del cuerpo o de las ropas, responsable de la transmisión del tifus) son virtualmente indistinguibles entre sí, y ninguna de las dos presenta coloraciones verdes. Una teoría para el nombre, según un cronista de la época; indica que en aquellos años estaba muy de moda una canción de Rafael de León, «Ojos verdes»; 
a la que la Iglesia católica calificaba como muy mala. Esta pobre valoración era comprensible para la época de represión del régimen franquista, ya que la letra de la canción cuenta la historia de una prostituta prendada de los ojos verdes de un cliente, al que finalmente no le cobra. El aparato de censura la persiguió tratando de prohibirla, pero debido a la gran difusión resultó imposible. Casi por el mismo tiempo comienza la epidemia de tifus y la persecución de los piojos de parte del aparato de propaganda estatal; lo que habría provocado un sincretismo lingüístico mezclando ambos conceptos piojos y ojos verdes.